# 기예르모 모스코소
기예르모 알레한드로 모스코소(Guillermo Alejandro Moscoso, 1983년 11월 14일 ~ )는 베네수엘라의 야구 선수이다. 2003년 아마추어 프리에이전트 계약으로 디트로이트 타이거즈에 입단했다. 2008년 12월 12일 카를로스 멜로와 함께 텍사스의 제럴드 레어드와 트레이드되어 텍사스 레인저스로 이적했다. 이후 트리플A 오클라호마 레드호크스와 텍사스 레인저스를 번갈아가며 활동했으나, 2010년엔 제구가 많이 하락하여 가치가 상당히 떨어졌고, 결국 2011년 1월 8일(미국현지시각) 오클랜드 애슬레틱스로 마이너리그 투수와의 맞상대로 트레이드되었다. 2012년에는 콜로라도 로키스로 이적했지만 그해 11월 웨이버 공시가 되어 다시 캔자스시티 로얄스로 팀을 옮겼다. 이후 토론토, 시카고 컵스 등의 마이너 소속을 거쳐 샌프란시스코로 트레이드 후 메이저로 재승격되었다. 2014년부터 일본 센트럴리그 요코하마 DeNA 베이스타스와 계약했다.

## 통산기록
| 년도      | 구단      | 경기수 | 선발 | 완투 | 완봉 | 무사구 | 승리 | 패전 | 세이브 | 홀드 | 승률 | 타자 | 투구이닝 | 피안타 | 피홈런 | 볼넷 | 고의4구 | 몸에 맞는 볼 | 탈삼진 | 폭투 | 보크 | 실점 | 자책점 | 평균자책점 | WHIP |
| 2009      | TEX       | 10     | 0    | 0    | 0    | 0      | 0    | 0    | 0      | 0    | ---- | 64   | 14.0     | 15     | 1      | 6    | 0       | 1            | 12     | 4    | 0    | 7    | 5      | 3.21       | 1.50 |
| 2010      | TEX       | 1      | 0    | 0    | 0    | 0      | 0    | 1    | 0      | 0    | ---- | 7    | 0.2      | 2      | 0      | 2    | 0       | 1            | 2      | 0    | 0    | 2    | 2      | 27.00      | 6.00 |
| 2011      | OAK       | 23     | 21   | 0    | 0    | 0      | 8    | 10   | 0      | 0    | .444 | 526  | 128.0    | 102    | 14     | 38   | 1       | 2            | 74     | 0    | 1    | 59   | 48     | 3.38       | 1.09 |
| 2012      | COL       | 23     | 3    | 0    | 0    | 0      | 3    | 2    | 0      | 1    | .600 | 231  | 50.0     | 67     | 8      | 19   | 0       | 1            | 47     | 5    | 0    | 34   | 34     | 6.12       | 1.72 |
| 2013      | SF        | 13     | 2    | 0    | 0    | 0      | 2    | 2    | 0      | 0    | .500 | 128  | 30.0     | 20     | 5      | 21   | 3       | 3            | 31     | 5    | 0    | 17   | 17     | 5.10       | 1.37 |
| 통산：5년 | 통산：5년 | 70     | 26   | 0    | 0    | 0      | 13   | 14   | 0      | 1    | .481 | 956  | 222.2    | 206    | 28     | 86   | 4       | 8            | 166    | 14   | 1    | 119  | 106    | 4.28       | 1.31 |